# Алтмил
Алтмил је река у Немачкој. Дуга је 220 km. Извире у Ротенбургу поврх Таубера. Протиче кроз Баварску. Улива се у Дунав код Келхајма.